# Rico Lieder
Rico Lieder (Alemania, 25 de septiembre de 1971) fue un atleta alemán, especializado en la prueba de 4x400 m en la que llegó a ser medallista de bronce mundial en 1993.

## Carrera deportiva
En el Mundial de Stuttgart 1993 ganó la medalla de bronce en el relevo 4x400 metros, con un tiempo de 2:59.99 segundos, quedando tras Estados Unidos —que con 2:54.29 segundos consiguieron batir el récord del mundo— y Jamaica, siendo sus compañeros de equipo: Karsten Just, Olaf Hense y Thomas Schönlebe.